# گوین کراوفورد
گوین کراوفورد (انگلیسی: Gavin Crawford; ۲۴ ژانویهٔ ۱۸۶۹ – ۲ مارس ۱۹۵۵) فوتبالیست اهل بریتانیا بود. وی در پست هافبک بازی می‌کرد. در سال ۱۸۹۰ به باشگاه فوتبال شفیلد یونایتد پیوست.
از باشگاه‌هایی که در آن بازی کرده‌است می‌توان به باشگاه فوتبال کویینز پارک رنجرز، باشگاه فوتبال شفیلد یونایتد، باشگاه فوتبال آرسنال، و باشگاه فوتبال میلوال اشاره کرد.